# White (shelaのシングル)
「White」（ホワイト）は、shelaの1作目のシングル。1999年12月1日にavex traxよりリリース。

## 解説
shelaのデビューシングル。それまで音楽ユニット「FBI」のボーカルとして徳間ジャパンに所属していたが、avex traxに移り本作でソロデビューした。また本作はshelaのプロデューサーであるT2yaがすべての楽曲を手がけている。
収録曲「True & Blue(1997〜1999)」は、shelaが以前所属していたユニット「FBI」の4thシングル「True and Blue」として発売予定であったが、それが立ち消えになりshelaのデビューシングルに収録された曲である。「1997〜1999」とは、FBIがデビューした年から本作が発売された年を意味する。
「Silent Night」はTBS系ドラマ『悪いオンナ』「占っちゃうぞ」、「ルーズソックス刑事」、「シャッフル」の主題歌に起用された。

## 収録曲
1. White Destiny [5:00]
作詞・作曲・編曲：T2ya
2. Brilliant Snow [4:00]
作詞・作曲・編曲：T2ya
日本テレビ系「FUN」FUN'SRECOMMEND #008
3. Silent Night [4:00]
作詞・作曲・編曲：T2ya
TBS系ドラマ『悪いオンナ』後期主題歌
4. True & Blue(1997〜1999) [5:00]
作詞・作曲・編曲：T2ya
大王製紙「エリス さらさらシルク ウルトラガード」CMソング
5. White Destiny (Instrumental) [5:00]
6. Brilliant Snow (Instrumental) [4:00]
7. Silent Night (Instrumental) [4:00]
8. True&Blue (1997〜1999) (Instrumental) [5:00]

## 参加ミュージシャン
White Destiny
- T2ya：Programming
- 林部直樹：Guitar

True & Blue(1997〜1999)
- 村山達哉：Strings Arrangement
- T2ya：Programming
- 林部直樹：Guitar
- 佐々木久美：Chorus